# Saša Matić
Aleksandar Saša Matić (Bihać, 26. travnja 1978.) srpski je pop-folk i folk pjevač.
Rođen je 26. travnja 1978. u Bihaću. Podrijetlom je iz Drvara. Ima brata blizanca, Dejana Matića, koji je također pjevač. Oboje su slijepi od rođenja. Za vrijeme raspada Jugoslavije, s obitelji se preselio u Beograd. Završio je osnovnu i srednju glazbenu školu u Zemunu, odjel za klavir.
Karijeru je započeo 8. ožujka 1994. na tržnici u Banovom Brdu. Tri godine je pjevao u klubu „Španac”, koji se nalazio unutar Studentskog grada, na Novom Beogradu. U to vrijeme bio je popularan zbog svoje interpretacije pjesama Harisa Džinovića.
Svoj prvi album objavio je 15. ožujka 2001. i odmah je stekao široku popularnost. U lipnju 2001., s tek jednim albumom, održao je svoj prvi samostalni koncert u Beogradu u Domu sindikata. Nakon što je objavio svoj treći album, 2003. godine održao je koncert pred punim Sava Centrom u Beogradu, a u ožujku 2012. godine održao je dva koncerta u istoj dvorani. Petnaest godina karijere proslavio je koncertima u Beogradskoj areni 8. ožujka i Sava centru 9. ožujka 2016. Iste godine održao je koncerte u Zagrebu, Sarajevu i Tuzli.
Pobijedio je na Budvanskom festivalu 2003. i na prvom Grand festivalu 2006. 

## Diskografija

### Albumi
- „Violina je prokleta” (2001.)
- „Otišao, vratio se” (2002.)
- „Zbogom ljubavi” (2003.)
- „Anđeo čuvar” (2005.)
- „Daj mi je za rođendan” (2007.)
- „Nezaboravno” (2010.)
- „X zajedno” (2011.)
- „Zabranjena ljubav” (2015.)
- „Ne bih ništa mijenjao” (2017.)
- „Dva života” (2021.)